# Rio Wind
O Rio Wind é um rio localizado no estado de Wyoming, com uma extensão de 298 km. Trata-se do nome dado ao troço de montante do rio Bighorn, que por vezes é conhecido como rio Wind/Bighorn.